# Tour du Pays basque féminin 2024
La 3e édition du Tour du Pays basque féminin (Itzulia Women) a lieu du 10 au 12 mai 2024. La course fait partie de l'UCI World Tour féminin. 
Mischa Bredewold remporte la première étape au sprint. Le lendemain, Juliette Labous attaque et est rejointe par Mavi Garcia et Mischa Bredewold. Cette dernière s'impose de nouveau. Le dernier jour, Demi Vollering sort seule à vingt-huit kilomètres de la ligne. Elle gagne l'étape et les classements général, par points et de la montagne.  Mischa Bredewold est deuxième, Juliette Labous troisième. Ella Wyllie est la meilleure jeune. SD Worx-Protime qui a remporté neuf étapes consécutivement en trois éditions de l'épreuve est logiquement la meilleure équipe.

## Présentation

### Équipes
| UCI Women's WorldTeams (10)- Canyon-SRAM Racing - Ceratizit-WNT Pro Cycling - FDJ-Suez - Fenix-Deceuninck - Lidl-Trek - Liv AlUla Jayco - Movistar Team - Roland - Team DSM-Firmenich PostNL - SD Worx-Protime Équipes féminines continentales (10)- Arkea-B&B Hotels women - Bepink-Bongioanni - Cofidis - Eneicat-CMTeam - Isolmant-Premac-Vittoria - Laboral Kutxa-Fundacion Euskadi - Lotto Dstny Ladies - St Michel-Mavic-Auber93 - Team Coop-Repsol - Winspace |
| |

## Étapes
| Étape     | Date   | Villes étapes                     | type                      | Distance (km) | Vainqueur d'étape | Leader du classement général |
| --------- | ------ | --------------------------------- | ------------------------- | ------------- | ----------------- | ---------------------------- |
| 1re étape | 10 mai | Vitoria-Gasteiz – Elgóibar        | étape de moyenne montagne | 140           | Mischa Bredewold  | Mischa Bredewold             |
| 2e étape  | 11 mai | Basauri – Basauri                 | étape vallonnée           | 104           | Mischa Bredewold  | Mischa Bredewold             |
| 3e étape  | 12 mai | Saint-Sébastien – Saint-Sébastien | étape vallonnée           | 114,9         | Demi Vollering    | Demi Vollering               |

## Favorites
La vainqueur sortante Marlen Reusser fait partie des favorites, tout comme sa coéquipière Demi Vollering. Pauliena Rooijakkers a montré sur la Vuelta une bonne forme. C'est également le cas d'Évita Muzic. Ricarda Bauernfeind doit mener la Canyon-SRAM, Katarzyna Niewiadoma ayant été malade sur la Vuelta. Mavi Garcia et Shirin van Anrooij sont les autres favorites.

## Déroulement de la course

### 1reétape
La première échappée se forme à soixante-trois kilomètres de l'arrivée avec Petra Stiasny et Stine Dale. Carolina Vargas part en poursuite, mais ne parvient pas à revenir. Dans la montée d'Azkarate, Dale distance Stiasny et est ensuite rejointe par Valentina Cavallar. Elles ont une minute d'avance à quarante kilomètres du but. Dans l'ascension vers Itziar, Brodie Chapman et Urška Žigart sortent du peloton. Dans la descente, la SD Worx provoque un regroupement. Dans le final, les attaques se succèdent avec Alice Maria Arzuffi, Elena Pirrone, Carina Schrempf, Niamh Fisher-Black et Brodie Chapman. Toutefois l'étape se conclut au sprint, Mischa Bredewold bien emmenée par ses coéquipières s'impose.
| \| Classement de l'étape \| Classement de l'étape \| Classement de l'étape \| Classement de l'étape \| Classement de l'étape \| \| Coureuse \| Coureuse \| Pays \| Équipe \| Temps \| \| --------------------- \| --------------------- \| --------------------- \| ------------------------------- \| --------------------- \| \| 1re \| Mischa Bredewold \| Pays-Bas \| SD Worx-Protime \| 3 h 25 min 45 s \| \| 2e \| Arlenis Sierra \| Cuba \| Movistar Team \| + 0 s \| \| 3e \| Demi Vollering \| Pays-Bas \| SD Worx-Protime \| + 0 s \| \| 4e \| Josie Nelson \| Royaume-Uni \| Team dsm-firmenich PostNL \| + 0 s \| \| 5e \| Fleur Moors \| Belgique \| Lidl-Trek \| + 0 s \| \| 6e \| Olivia Baril \| Canada \| Movistar Team \| + 0 s \| \| 7e \| Amber Pate \| Australie \| Liv AlUla Jayco \| + 0 s \| \| 8e \| Thalita de Jong \| Pays-Bas \| Lotto Dstny Ladies \| + 0 s \| \| 9e \| Shirin van Anrooij \| Pays-Bas \| Lidl-Trek \| + 0 s \| \| 10e \| Nadia Quagliotto \| Italie \| Laboral Kutxa-Fundación Euskadi \| + 0 s \| |                    |             |                                 |                 |
| |                    |             |                                 |                 |
| |                    |             |                                 |                 |
| Classement de l'étape |                    |             |                                 |                 |
| Coureuse | Coureuse           | Pays        | Équipe                          | Temps           |
| 1re | Mischa Bredewold   | Pays-Bas    | SD Worx-Protime                 | 3 h 25 min 45 s |
| 2e | Arlenis Sierra     | Cuba        | Movistar Team                   | + 0 s           |
| 3e | Demi Vollering     | Pays-Bas    | SD Worx-Protime                 | + 0 s           |
| 4e | Josie Nelson       | Royaume-Uni | Team dsm-firmenich PostNL       | + 0 s           |
| 5e | Fleur Moors        | Belgique    | Lidl-Trek                       | + 0 s           |
| 6e | Olivia Baril       | Canada      | Movistar Team                   | + 0 s           |
| 7e | Amber Pate         | Australie   | Liv AlUla Jayco                 | + 0 s           |
| 8e | Thalita de Jong    | Pays-Bas    | Lotto Dstny Ladies              | + 0 s           |
| 9e | Shirin van Anrooij | Pays-Bas    | Lidl-Trek                       | + 0 s           |
| 10e | Nadia Quagliotto   | Italie      | Laboral Kutxa-Fundación Euskadi | + 0 s           |

| \| Classement général \| Classement général \| Classement général \| Classement général \| Classement général \| \| Coureuse \| Coureuse \| Pays \| Équipe \| Temps \| \| ------------------ \| ------------------ \| ------------------ \| ------------------------- \| ------------------ \| \| 1re \| Mischa Bredewold \| Pays-Bas \| SD Worx-Protime \| 3 h 25 min 35 s \| \| 2e \| Arlenis Sierra \| Cuba \| Movistar Team \| + 4 s \| \| 3e \| Demi Vollering \| Pays-Bas \| SD Worx-Protime \| + 6 s \| \| 4e \| Olivia Baril \| Canada \| Movistar Team \| + 7 s \| \| 5e \| Stine Dale \| Norvège \| Team Coop-Repsol \| + 7 s \| \| 6e \| Juliette Labous \| France \| Team dsm-firmenich PostNL \| + 9 s \| \| 7e \| Josie Nelson \| Royaume-Uni \| Team dsm-firmenich PostNL \| + 10 s \| \| 8e \| Fleur Moors \| Belgique \| Lidl-Trek \| + 10 s \| \| 9e \| Amber Pate \| Australie \| Liv AlUla Jayco \| + 10 s \| \| 10e \| Thalita de Jong \| Pays-Bas \| Lotto Dstny Ladies \| + 10 s \| |                  |             |                           |                 |
| |                  |             |                           |                 |
| |                  |             |                           |                 |
| Classement général |                  |             |                           |                 |
| Coureuse | Coureuse         | Pays        | Équipe                    | Temps           |
| 1re | Mischa Bredewold | Pays-Bas    | SD Worx-Protime           | 3 h 25 min 35 s |
| 2e | Arlenis Sierra   | Cuba        | Movistar Team             | + 4 s           |
| 3e | Demi Vollering   | Pays-Bas    | SD Worx-Protime           | + 6 s           |
| 4e | Olivia Baril     | Canada      | Movistar Team             | + 7 s           |
| 5e | Stine Dale       | Norvège     | Team Coop-Repsol          | + 7 s           |
| 6e | Juliette Labous  | France      | Team dsm-firmenich PostNL | + 9 s           |
| 7e | Josie Nelson     | Royaume-Uni | Team dsm-firmenich PostNL | + 10 s          |
| 8e | Fleur Moors      | Belgique    | Lidl-Trek                 | + 10 s          |
| 9e | Amber Pate       | Australie   | Liv AlUla Jayco           | + 10 s          |
| 10e | Thalita de Jong  | Pays-Bas    | Lotto Dstny Ladies        | + 10 s          |

### 2eétape
La course est raccourcie à la dernière minute de trois kilomètres. Demi Vollering passe en tête en haut de l'Urruztigaina À trente-six kilomètres du but. Elise Chabbey revient peu après sur la Néerlandaise. Marlen Reusser en fait de même. Le groupe de poursuivantes avec Juliette Labous, Mavi Garcia, Evita Muzic, Ricarda Bauernfeind et Pauliena Rooijakkers revient sur la tête à vingt-sept kilomètres de la ligne. La coopération est mauvaise et des coureuses reviennent de l'arrière. Lotte Claes puis Cédrine Kerbaol tentent de sortir, mais la Movistar est vigilante. Juliette Labous profite d'une côte à douze kilomètres de la ligne pour passer à l'offensive. Mavi Garcia et Mischa Bredewold reviennent sur la Française. Au sprint, cette dernière s'impose et conforte sa place de leader du classement général.
| \| Classement de l'étape \| Classement de l'étape \| Classement de l'étape \| Classement de l'étape \| Classement de l'étape \| \| Coureuse \| Coureuse \| Pays \| Équipe \| Temps \| \| --------------------- \| --------------------- \| --------------------- \| ------------------------------- \| --------------------- \| \| 1re \| Mischa Bredewold \| Pays-Bas \| SD Worx-Protime \| 2 h 34 min 37 s \| \| 2e \| Mavi García \| Espagne \| Liv AlUla Jayco \| + 1 s \| \| 3e \| Juliette Labous \| France \| Team dsm-firmenich PostNL \| + 1 s \| \| 4e \| Olivia Baril \| Canada \| Movistar Team \| + 4 s \| \| 5e \| Demi Vollering \| Pays-Bas \| SD Worx-Protime \| + 4 s \| \| 6e \| Élise Chabbey \| Suisse \| Canyon-SRAM Racing \| + 4 s \| \| 7e \| Arlenis Sierra \| Cuba \| Movistar Team \| + 9 s \| \| 8e \| Évita Muzic \| France \| FDJ-Suez \| + 9 s \| \| 9e \| Thalita de Jong \| Pays-Bas \| Lotto Dstny Ladies \| + 9 s \| \| 10e \| Ane Santesteban \| Espagne \| Laboral Kutxa-Fundación Euskadi \| + 9 s \| |                  |          |                                 |                 |
| |                  |          |                                 |                 |
| |                  |          |                                 |                 |
| Classement de l'étape |                  |          |                                 |                 |
| Coureuse | Coureuse         | Pays     | Équipe                          | Temps           |
| 1re | Mischa Bredewold | Pays-Bas | SD Worx-Protime                 | 2 h 34 min 37 s |
| 2e | Mavi García      | Espagne  | Liv AlUla Jayco                 | + 1 s           |
| 3e | Juliette Labous  | France   | Team dsm-firmenich PostNL       | + 1 s           |
| 4e | Olivia Baril     | Canada   | Movistar Team                   | + 4 s           |
| 5e | Demi Vollering   | Pays-Bas | SD Worx-Protime                 | + 4 s           |
| 6e | Élise Chabbey    | Suisse   | Canyon-SRAM Racing              | + 4 s           |
| 7e | Arlenis Sierra   | Cuba     | Movistar Team                   | + 9 s           |
| 8e | Évita Muzic      | France   | FDJ-Suez                        | + 9 s           |
| 9e | Thalita de Jong  | Pays-Bas | Lotto Dstny Ladies              | + 9 s           |
| 10e | Ane Santesteban  | Espagne  | Laboral Kutxa-Fundación Euskadi | + 9 s           |

| \| Classement général \| Classement général \| Classement général \| Classement général \| Classement général \| \| Coureuse \| Coureuse \| Pays \| Équipe \| Temps \| \| ------------------ \| ------------------ \| ------------------ \| ------------------------- \| ------------------ \| \| 1re \| Mischa Bredewold \| Pays-Bas \| SD Worx-Protime \| 6 h 00 min 02 s \| \| 2e \| Juliette Labous \| France \| Team dsm-firmenich PostNL \| + 14 s \| \| 3e \| Mavi García \| Espagne \| Liv AlUla Jayco \| + 15 s \| \| 4e \| Élise Chabbey \| Suisse \| Canyon-SRAM Racing \| + 18 s \| \| 5e \| Demi Vollering \| Pays-Bas \| SD Worx-Protime \| + 19 s \| \| 6e \| Olivia Baril \| Canada \| Movistar Team \| + 21 s \| \| 7e \| Arlenis Sierra \| Cuba \| Movistar Team \| + 23 s \| \| 8e \| Marlen Reusser \| Suisse \| SD Worx-Protime \| + 27 s \| \| 9e \| Évita Muzic \| France \| FDJ-Suez \| + 28 s \| \| 10e \| Thalita de Jong \| Pays-Bas \| Lotto Dstny Ladies \| + 29 s \| |                  |          |                           |                 |
| |                  |          |                           |                 |
| |                  |          |                           |                 |
| Classement général |                  |          |                           |                 |
| Coureuse | Coureuse         | Pays     | Équipe                    | Temps           |
| 1re | Mischa Bredewold | Pays-Bas | SD Worx-Protime           | 6 h 00 min 02 s |
| 2e | Juliette Labous  | France   | Team dsm-firmenich PostNL | + 14 s          |
| 3e | Mavi García      | Espagne  | Liv AlUla Jayco           | + 15 s          |
| 4e | Élise Chabbey    | Suisse   | Canyon-SRAM Racing        | + 18 s          |
| 5e | Demi Vollering   | Pays-Bas | SD Worx-Protime           | + 19 s          |
| 6e | Olivia Baril     | Canada   | Movistar Team             | + 21 s          |
| 7e | Arlenis Sierra   | Cuba     | Movistar Team             | + 23 s          |
| 8e | Marlen Reusser   | Suisse   | SD Worx-Protime           | + 27 s          |
| 9e | Évita Muzic      | France   | FDJ-Suez                  | + 28 s          |
| 10e | Thalita de Jong  | Pays-Bas | Lotto Dstny Ladies        | + 29 s          |

### 3eétape
Un groupe de quinze échappées se forme peu avant la montée du Jaizkibel. Après les premières pentes, elles sont douze : Eleonora Ciabocco, Blanka Vas, Amanda Spratt, Urška Žigart, Carina Schrempf, Inge van der Heijden, Claire Steels, Agnieszka Skalniak-Sójka, Nikola Nosková, Victorie Guilman, Elena Pirrone et Laura Asencio. Leur avance culmine à deux minutes trente. Les équipes SD Worx-Protime et FDJ-SUEZ mènent la chasse pour maintenir leur position au classement général. Dans la montée de Mendizorrotz, l'échappée se disloque. Demi Vollering et Juliette Labous sortent du peloton. La Néerlandaise est seule en tête à vingt-huit kilomètres de la ligne. Le groupe de poursuite est constitué de : Labous, Spratt, Isabella Holmgren, Niamh Fisher-Black, Marlen Reusser, Évita Muzic, Ella Wyllie, Pauliena Rooijakkers et Thalita de Jong. Vollering remporte l'étape et le classement général. De Jong règle le groupe de chasse.
| \| Classement de l'étape \| Classement de l'étape \| Classement de l'étape \| Classement de l'étape \| Classement de l'étape \| \| Coureuse \| Coureuse \| Pays \| Équipe \| Temps \| \| --------------------- \| --------------------- \| --------------------- \| ------------------------- \| --------------------- \| \| 1re \| Demi Vollering \| Pays-Bas \| SD Worx-Protime \| 3 h 03 min 34 s \| \| 2e \| Thalita de Jong \| Pays-Bas \| Lotto Dstny Ladies \| + 44 s \| \| 3e \| Mischa Bredewold \| Pays-Bas \| SD Worx-Protime \| + 44 s \| \| 4e \| Olivia Baril \| Canada \| Movistar Team \| + 44 s \| \| 5e \| Élise Chabbey \| Suisse \| Canyon-SRAM Racing \| + 44 s \| \| 6e \| Marlen Reusser \| Suisse \| SD Worx-Protime \| + 44 s \| \| 7e \| Juliette Labous \| France \| Team dsm-firmenich PostNL \| + 44 s \| \| 8e \| Cédrine Kerbaol \| France \| Ceratizit-WNT Pro Cycling \| + 44 s \| \| 9e \| Shirin van Anrooij \| Pays-Bas \| Lidl-Trek \| + 44 s \| \| 10e \| Ella Wyllie \| Nouvelle-Zélande \| Liv AlUla Jayco \| + 44 s \| |                    |                  |                           |                 |
| |                    |                  |                           |                 |
| |                    |                  |                           |                 |
| Classement de l'étape |                    |                  |                           |                 |
| Coureuse | Coureuse           | Pays             | Équipe                    | Temps           |
| 1re | Demi Vollering     | Pays-Bas         | SD Worx-Protime           | 3 h 03 min 34 s |
| 2e | Thalita de Jong    | Pays-Bas         | Lotto Dstny Ladies        | + 44 s          |
| 3e | Mischa Bredewold   | Pays-Bas         | SD Worx-Protime           | + 44 s          |
| 4e | Olivia Baril       | Canada           | Movistar Team             | + 44 s          |
| 5e | Élise Chabbey      | Suisse           | Canyon-SRAM Racing        | + 44 s          |
| 6e | Marlen Reusser     | Suisse           | SD Worx-Protime           | + 44 s          |
| 7e | Juliette Labous    | France           | Team dsm-firmenich PostNL | + 44 s          |
| 8e | Cédrine Kerbaol    | France           | Ceratizit-WNT Pro Cycling | + 44 s          |
| 9e | Shirin van Anrooij | Pays-Bas         | Lidl-Trek                 | + 44 s          |
| 10e | Ella Wyllie        | Nouvelle-Zélande | Liv AlUla Jayco           | + 44 s          |

## Classements finals

### Classement général final
| \| Classement général \| Classement général \| Classement général \| Classement général \| Classement général \| \| Coureuse \| Coureuse \| Pays \| Équipe \| Temps \| \| ------------------ \| -------------------- \| ------------------ \| ------------------------------- \| ------------------ \| \| 1re \| Demi Vollering \| Pays-Bas \| SD Worx-Protime \| 9 h 03 min 42 s \| \| 2e \| Mischa Bredewold \| Pays-Bas \| SD Worx-Protime \| + 34 s \| \| 3e \| Juliette Labous \| France \| Team dsm-firmenich PostNL \| + 52 s \| \| 4e \| Mavi García \| Espagne \| Liv AlUla Jayco \| + 53 s \| \| 5e \| Élise Chabbey \| Suisse \| Canyon-SRAM Racing \| + 56 s \| \| 6e \| Olivia Baril \| Canada \| Movistar Team \| + 59 s \| \| 7e \| Thalita de Jong \| Pays-Bas \| Lotto Dstny Ladies \| + 1 min 00 s \| \| 8e \| Arlenis Sierra \| Cuba \| Movistar Team \| + 1 min 01 s \| \| 9e \| Marlen Reusser \| Suisse \| SD Worx-Protime \| + 1 min 05 s \| \| 10e \| Ella Wyllie \| Nouvelle-Zélande \| Liv AlUla Jayco \| + 1 min 05 s \| \| 11e \| Évita Muzic \| France \| FDJ-Suez \| + 1 min 06 s \| \| 12e \| Laura Asencio \| France \| Ceratizit-WNT Pro Cycling \| + 1 min 06 s \| \| 13e \| Shirin van Anrooij \| Pays-Bas \| Lidl-Trek \| + 1 min 07 s \| \| 14e \| Cédrine Kerbaol \| France \| Ceratizit-WNT Pro Cycling \| + 1 min 07 s \| \| 15e \| Ane Santesteban \| Espagne \| Laboral Kutxa-Fundación Euskadi \| + 1 min 07 s \| \| 16e \| Caroline Andersson \| Suède \| Liv AlUla Jayco \| + 1 min 07 s \| \| 17e \| Ricarda Bauernfeind \| Allemagne \| Canyon-SRAM Racing \| + 1 min 07 s \| \| 18e \| Léa Curinier \| France \| FDJ-Suez \| + 1 min 07 s \| \| 19e \| Pauliena Rooijakkers \| Pays-Bas \| Fenix-Deceuninck \| + 1 min 07 s \| \| 20e \| Niamh Fisher-Black \| Nouvelle-Zélande \| SD Worx-Protime \| + 1 min 07 s \| |                      |                  |                                 |                 |
| |                      |                  |                                 |                 |
| Source : ProCyclingStats |                      |                  |                                 |                 |
| Classement général |                      |                  |                                 |                 |
| Coureuse | Coureuse             | Pays             | Équipe                          | Temps           |
| 1re | Demi Vollering       | Pays-Bas         | SD Worx-Protime                 | 9 h 03 min 42 s |
| 2e | Mischa Bredewold     | Pays-Bas         | SD Worx-Protime                 | + 34 s          |
| 3e | Juliette Labous      | France           | Team dsm-firmenich PostNL       | + 52 s          |
| 4e | Mavi García          | Espagne          | Liv AlUla Jayco                 | + 53 s          |
| 5e | Élise Chabbey        | Suisse           | Canyon-SRAM Racing              | + 56 s          |
| 6e | Olivia Baril         | Canada           | Movistar Team                   | + 59 s          |
| 7e | Thalita de Jong      | Pays-Bas         | Lotto Dstny Ladies              | + 1 min 00 s    |
| 8e | Arlenis Sierra       | Cuba             | Movistar Team                   | + 1 min 01 s    |
| 9e | Marlen Reusser       | Suisse           | SD Worx-Protime                 | + 1 min 05 s    |
| 10e | Ella Wyllie          | Nouvelle-Zélande | Liv AlUla Jayco                 | + 1 min 05 s    |
| 11e | Évita Muzic          | France           | FDJ-Suez                        | + 1 min 06 s    |
| 12e | Laura Asencio        | France           | Ceratizit-WNT Pro Cycling       | + 1 min 06 s    |
| 13e | Shirin van Anrooij   | Pays-Bas         | Lidl-Trek                       | + 1 min 07 s    |
| 14e | Cédrine Kerbaol      | France           | Ceratizit-WNT Pro Cycling       | + 1 min 07 s    |
| 15e | Ane Santesteban      | Espagne          | Laboral Kutxa-Fundación Euskadi | + 1 min 07 s    |
| 16e | Caroline Andersson   | Suède            | Liv AlUla Jayco                 | + 1 min 07 s    |
| 17e | Ricarda Bauernfeind  | Allemagne        | Canyon-SRAM Racing              | + 1 min 07 s    |
| 18e | Léa Curinier         | France           | FDJ-Suez                        | + 1 min 07 s    |
| 19e | Pauliena Rooijakkers | Pays-Bas         | Fenix-Deceuninck                | + 1 min 07 s    |
| 20e | Niamh Fisher-Black   | Nouvelle-Zélande | SD Worx-Protime                 | + 1 min 07 s    |

### Points UCI
| Position                  | 1er | 2e  | 3e  | 4e  | 5e  | 6e  | 7e  | 8e  | 9e | 10e | 11e | 12e | 13e | 14e | 15e | 16e à 20e | 21e à 30e | 31e à 40e |  |  |
| Classement général        | 400 | 320 | 260 | 220 | 180 | 140 | 120 | 100 | 80 | 68  | 56  | 48  | 40  | 32  | 28  | 24        | 16        | 8         |  |  |
| Étapes et demi-étapes     | 50  | 40  | 30  | 25  | 20  | 18  | 15  | 10  | 8  | 6   |     |     |     |     |     |           |           |           |  |  |
| Port du maillot de leader | 8   |     |     |     |     |     |     |     |    |     |     |     |     |     |     |           |           |           |  |  |

### Classements annexes
| Classement par points | Classement par points | Classement par points | Classement par points     | Classement par points |
| Coureuse              | Coureuse              | Pays                  | Équipe                    | Points                |
| --------------------- | --------------------- | --------------------- | ------------------------- | --------------------- |
| 1re                   | Demi Vollering        | Pays-Bas              | SD Worx-Protime           | 67 pts                |
| 2e                    | Mischa Bredewold      | Pays-Bas              | SD Worx-Protime           | 66 pts                |
| 3e                    | Olivia Baril          | Canada                | Movistar Team             | 48 pts                |
| 4e                    | Élise Chabbey         | Suisse                | Canyon-SRAM Racing        | 44 pts                |
| 5e                    | Thalita de Jong       | Pays-Bas              | Lotto Dstny Ladies        | 39 pts                |
| 6e                    | Juliette Labous       | France                | Team dsm-firmenich PostNL | 35 pts                |
| 7e                    | Arlenis Sierra        | Cuba                  | Movistar Team             | 29 pts                |
| 8e                    | Mavi García           | Espagne               | Liv AlUla Jayco           | 23 pts                |
| 9e                    | Marlen Reusser        | Suisse                | SD Worx-Protime           | 17 pts                |
| 10e                   | Évita Muzic           | France                | FDJ-Suez                  | 17 pts                |

| Classement par points | Classement par points | Classement par points | Classement par points     | Classement par points |
| Coureuse              | Coureuse              | Pays                  | Équipe                    | Points                |
| --------------------- | --------------------- | --------------------- | ------------------------- | --------------------- |
| 1re                   | Demi Vollering        | Pays-Bas              | SD Worx-Protime           | 67 pts                |
| 2e                    | Mischa Bredewold      | Pays-Bas              | SD Worx-Protime           | 66 pts                |
| 3e                    | Olivia Baril          | Canada                | Movistar Team             | 48 pts                |
| 4e                    | Élise Chabbey         | Suisse                | Canyon-SRAM Racing        | 44 pts                |
| 5e                    | Thalita de Jong       | Pays-Bas              | Lotto Dstny Ladies        | 39 pts                |
| 6e                    | Juliette Labous       | France                | Team dsm-firmenich PostNL | 35 pts                |
| 7e                    | Arlenis Sierra        | Cuba                  | Movistar Team             | 29 pts                |
| 8e                    | Mavi García           | Espagne               | Liv AlUla Jayco           | 23 pts                |
| 9e                    | Marlen Reusser        | Suisse                | SD Worx-Protime           | 17 pts                |
| 10e                   | Évita Muzic           | France                | FDJ-Suez                  | 17 pts                |

| Classement de la montagne | Classement de la montagne | Classement de la montagne | Classement de la montagne | Classement de la montagne |
| Coureuse                  | Coureuse                  | Pays                      | Équipe                    | Points                    |
| ------------------------- | ------------------------- | ------------------------- | ------------------------- | ------------------------- |
| 1re                       | Demi Vollering            | Pays-Bas                  | SD Worx-Protime           | 14 pts                    |
| 2e                        | Valentina Cavallar        | Autriche                  | Arkéa-B&B Hotels Women    | 12 pts                    |
| 3e                        | Eleonora Ciabocco         | Italie                    | Team dsm-firmenich PostNL | 11 pts                    |
| 4e                        | Blanka Vas                | Hongrie                   | SD Worx-Protime           | 8 pts                     |
| 5e                        | Urška Žigart              | Slovénie                  | Liv AlUla Jayco           | 7 pts                     |
| 6e                        | Élise Chabbey             | Suisse                    | Canyon-SRAM Racing        | 6 pts                     |
| 7e                        | Amanda Spratt             | Australie                 | Lidl-Trek                 | 6 pts                     |
| 8e                        | Juliette Labous           | France                    | Team dsm-firmenich PostNL | 4 pts                     |
| 9e                        | Pauliena Rooijakkers      | Pays-Bas                  | Fenix-Deceuninck          | 4 pts                     |
| 10e                       | Olivia Baril              | Canada                    | Movistar Team             | 3 pts                     |

| Classement de la montagne | Classement de la montagne | Classement de la montagne | Classement de la montagne | Classement de la montagne |
| Coureuse                  | Coureuse                  | Pays                      | Équipe                    | Points                    |
| ------------------------- | ------------------------- | ------------------------- | ------------------------- | ------------------------- |
| 1re                       | Demi Vollering            | Pays-Bas                  | SD Worx-Protime           | 14 pts                    |
| 2e                        | Valentina Cavallar        | Autriche                  | Arkéa-B&B Hotels Women    | 12 pts                    |
| 3e                        | Eleonora Ciabocco         | Italie                    | Team dsm-firmenich PostNL | 11 pts                    |
| 4e                        | Blanka Vas                | Hongrie                   | SD Worx-Protime           | 8 pts                     |
| 5e                        | Urška Žigart              | Slovénie                  | Liv AlUla Jayco           | 7 pts                     |
| 6e                        | Élise Chabbey             | Suisse                    | Canyon-SRAM Racing        | 6 pts                     |
| 7e                        | Amanda Spratt             | Australie                 | Lidl-Trek                 | 6 pts                     |
| 8e                        | Juliette Labous           | France                    | Team dsm-firmenich PostNL | 4 pts                     |
| 9e                        | Pauliena Rooijakkers      | Pays-Bas                  | Fenix-Deceuninck          | 4 pts                     |
| 10e                       | Olivia Baril              | Canada                    | Movistar Team             | 3 pts                     |

| Classement du meilleur jeune | Classement du meilleur jeune | Classement du meilleur jeune | Classement du meilleur jeune | Classement du meilleur jeune |
| Coureuse                     | Coureuse                     | Pays                         | Équipe                       | Temps                        |
| ---------------------------- | ---------------------------- | ---------------------------- | ---------------------------- | ---------------------------- |
| 1re                          | Ella Wyllie                  | Nouvelle-Zélande             | Liv AlUla Jayco              | 9 h 04 min 47 s              |
| 2e                           | Shirin van Anrooij           | Pays-Bas                     | Lidl-Trek                    | + 2 s                        |
| 3e                           | Isabella Holmgren            | Canada                       | Lidl-Trek                    | + 2 s                        |
| 4e                           | Marion Bunel                 | France                       | St Michel-Mavic-Auber 93     | + 2 s                        |
| 5e                           | Julie Bego                   | France                       | Cofidis                      | + 2 s                        |
| 6e                           | Elisa Valtulini              | Italie                       | Bepink-Bongioanni            | + 4 min 13 s                 |
| 7e                           | Francesca Barale             | Italie                       | Team dsm-firmenich PostNL    | + 10 min 00 s                |
| 8e                           | Eleonora Ciabocco            | Italie                       | Team dsm-firmenich PostNL    | + 10 min 15 s                |
| 9e                           | Magdalene Lind               | Norvège                      | Team Coop-Repsol             | + 13 min 07 s                |
| 10e                          | Josie Nelson                 | Royaume-Uni                  | Team dsm-firmenich PostNL    | + 13 min 46 s                |

| Classement du meilleur jeune | Classement du meilleur jeune | Classement du meilleur jeune | Classement du meilleur jeune | Classement du meilleur jeune |
| Coureuse                     | Coureuse                     | Pays                         | Équipe                       | Temps                        |
| ---------------------------- | ---------------------------- | ---------------------------- | ---------------------------- | ---------------------------- |
| 1re                          | Ella Wyllie                  | Nouvelle-Zélande             | Liv AlUla Jayco              | 9 h 04 min 47 s              |
| 2e                           | Shirin van Anrooij           | Pays-Bas                     | Lidl-Trek                    | + 2 s                        |
| 3e                           | Isabella Holmgren            | Canada                       | Lidl-Trek                    | + 2 s                        |
| 4e                           | Marion Bunel                 | France                       | St Michel-Mavic-Auber 93     | + 2 s                        |
| 5e                           | Julie Bego                   | France                       | Cofidis                      | + 2 s                        |
| 6e                           | Elisa Valtulini              | Italie                       | Bepink-Bongioanni            | + 4 min 13 s                 |
| 7e                           | Francesca Barale             | Italie                       | Team dsm-firmenich PostNL    | + 10 min 00 s                |
| 8e                           | Eleonora Ciabocco            | Italie                       | Team dsm-firmenich PostNL    | + 10 min 15 s                |
| 9e                           | Magdalene Lind               | Norvège                      | Team Coop-Repsol             | + 13 min 07 s                |
| 10e                          | Josie Nelson                 | Royaume-Uni                  | Team dsm-firmenich PostNL    | + 13 min 46 s                |

| Classement par équipes | Classement par équipes          | Classement par équipes | Classement par équipes |
| Équipe                 | Équipe                          | Pays                   | Temps                  |
| ---------------------- | ------------------------------- | ---------------------- | ---------------------- |
| 1re                    | SD Worx-Protime                 | Pays-Bas               | 27 h 13 min 29 s       |
| 2e                     | Liv AlUla Jayco                 | Australie              | + 50 s                 |
| 3e                     | Lidl-Trek                       | États-Unis             | + 58 s                 |
| 4e                     | Movistar Team                   | Espagne                | + 1 min 32 s           |
| 5e                     | Ceratizit-WNT Pro Cycling       | Allemagne              | + 6 min 45 s           |
| 6e                     | Fenix-Deceuninck                | Belgique               | + 6 min 45 s           |
| 7e                     | Laboral Kutxa-Fundación Euskadi | Espagne                | + 9 min 20 s           |
| 8e                     | St Michel-Mavic-Auber93         | France                 | + 10 min 56 s          |
| 9e                     | Canyon-SRAM Racing              | Allemagne              | + 11 min 57 s          |
| 10e                    | FDJ-Suez                        | France                 | + 14 min 42 s          |

| Classement par équipes | Classement par équipes          | Classement par équipes | Classement par équipes |
| Équipe                 | Équipe                          | Pays                   | Temps                  |
| ---------------------- | ------------------------------- | ---------------------- | ---------------------- |
| 1re                    | SD Worx-Protime                 | Pays-Bas               | 27 h 13 min 29 s       |
| 2e                     | Liv AlUla Jayco                 | Australie              | + 50 s                 |
| 3e                     | Lidl-Trek                       | États-Unis             | + 58 s                 |
| 4e                     | Movistar Team                   | Espagne                | + 1 min 32 s           |
| 5e                     | Ceratizit-WNT Pro Cycling       | Allemagne              | + 6 min 45 s           |
| 6e                     | Fenix-Deceuninck                | Belgique               | + 6 min 45 s           |
| 7e                     | Laboral Kutxa-Fundación Euskadi | Espagne                | + 9 min 20 s           |
| 8e                     | St Michel-Mavic-Auber93         | France                 | + 10 min 56 s          |
| 9e                     | Canyon-SRAM Racing              | Allemagne              | + 11 min 57 s          |
| 10e                    | FDJ-Suez                        | France                 | + 14 min 42 s          |

## Évolution des classements
| Étape              |                           | Vainqueur _      | Classement général | Classement par points | Meilleure grimpeuse | Meilleure jeune    | Meilleure équipe _ |
| ------------------ | ------------------------- | ---------------- | ------------------ | --------------------- | ------------------- | ------------------ | ------------------ |
| 1re étape          | étape de moyenne montagne | Mischa Bredewold | Mischa Bredewold   | Mischa Bredewold      | Valentina Cavallar  | Josie Nelson       | SD Worx-Protime    |
| 2e étape           | étape vallonnée           | Mischa Bredewold | Mischa Bredewold   | Mischa Bredewold      | Valentina Cavallar  | Shirin van Anrooij | SD Worx-Protime    |
| 3e étape           | étape vallonnée           | Demi Vollering   | Demi Vollering     | Demi Vollering        | Demi Vollering      | Ella Wyllie        | SD Worx-Protime    |
| Classements finals | Classements finals        |                  | Demi Vollering     | Demi Vollering        | Demi Vollering      | Ella Wyllie        | SD Worx-Protime    |

## Liste des participantes
| Légende                             | Légende | Légende                                | Légende                                                                                              |
| ----------------------------------- | --- | -------------------------------------- | --- |
| Num                                 | Dossard de départ porté par la coureuse sur ce Classique Sant-Sebastien                                       | Pos                                    | Position finale au classement général                                                                |
| Leader du classement général        | Indique la vainqueur du classement général                                                                    | Leader du classement par points        | Indique la vainqueur du classement par points                                                        |
| Leader du classement de la montagne | Indique la vainqueur du classement de la montagne                                                             | Leader du classement du meilleur jeune | Indique la vainqueur du classement de la meilleure jeune                                             |
|                                     | Indique un maillot de champion national ou mondial, suivi de sa spécialité                                    | #                                      | Indique la meilleure équipe                                                                          |
| NP                                  | Indique une coureuse qui n'a pas pris le départ d'une étape, suivi du numéro de l'étape où elle s'est retirée | AB                                     | Indique une coureuse qui n'a pas terminé une étape, suivi du numéro de l'étape où elle s'est retirée |
| HD                                  | Indique un coureuse qui a terminé une étape hors des délais, suivi du numéro de l'étape                       | DSQ                                    | Indique un coureur qui a été disqualifié de la course, suivi du numéro de l'étape                    |
| *                                   | Indique un coureuse en lice pour le classement de la meilleure jeune (coureuses nées après le )               |                                        | |

| SD Worx-Protime SDW | SD Worx-Protime SDW            | SD Worx-Protime SDW |
| ------------------- | ------------------------------ | ------------------- |
| Num                 | Coureuse                       | Pos                 |
| 1                   | Marlen Reusser (SUI) (route)   | 9e                  |
| 2                   | Demi Vollering (NED) (route)   | 1re                 |
| 3                   | Blanka Vas (HUN) (route)       | 42e                 |
| 4                   | Niamh Fisher-Black (NZL)       | 20e                 |
| 5                   | Marie Schreiber (LUX)          | 66e                 |
| 6                   | Mischa Bredewold (NED) (route) | 2e                  |

| Lidl-Trek LTK | Lidl-Trek LTK            | Lidl-Trek LTK |
| ------------- | ------------------------ | ------------- |
| Num           | Coureuse                 | Pos           |
| 11            | Lauretta Hanson (AUS)    | AB            |
| 12            | Brodie Chapman (AUS)     | 40e           |
| 13            | Isabella Holmgren (CAN)  | 23e           |
| 14            | Fleur Moors (BEL)        | AB-3          |
| 15            | Amanda Spratt (AUS)      | 22e           |
| 16            | Shirin van Anrooij (NED) | 13e           |

| Canyon-SRAM Racing CSR | Canyon-SRAM Racing CSR         | Canyon-SRAM Racing CSR |
| ---------------------- | ------------------------------ | ---------------------- |
| Num                    | Coureuse                       | Pos                    |
| 21                     | Élise Chabbey (SUI)            | 5e                     |
| 22                     | Ricarda Bauernfeind (GER)      | 17e                    |
| 23                     | Agnieszka Skalniak-Sójka (POL) | 63e                    |
| 24                     | Justyna Czapla (GER)           | 61e                    |

| Team dsm-firmenich PostNL DFP | Team dsm-firmenich PostNL DFP | Team dsm-firmenich PostNL DFP |
| ----------------------------- | ----------------------------- | ----------------------------- |
| Num                           | Coureuse                      | Pos                           |
| 31                            | Francesca Barale (ITA)        | 46e                           |
| 32                            | Eleonora Ciabocco (ITA)       | 48e                           |
| 33                            | Juliette Labous (FRA)         | 3e                            |
| 34                            | Josie Nelson (GBR)            | 57e                           |
| 35                            | Églantine Rayer (FRA)         | AB                            |
| 36                            | Maeve Plouffe (AUS)           | AB-3                          |

| FDJ-Suez FST | FDJ-Suez FST        | FDJ-Suez FST |
| ------------ | ------------------- | ------------ |
| Num          | Coureuse            | Pos          |
| 41           | Évita Muzic (FRA)   | 11e          |
| 43           | Léa Curinier (FRA)  | 18e          |
| 44           | Eugénie Duval (FRA) | 76e          |
| 45           | Marie Le Net (FRA)  | 58e          |
| 46           | Jade Wiel (FRA)     | 59e          |

| Fenix-Deceuninck FED | Fenix-Deceuninck FED          | Fenix-Deceuninck FED |
| -------------------- | ----------------------------- | -------------------- |
| Num                  | Coureuse                      | Pos                  |
| 51                   | Carina Schrempf (AUT) (route) | 38e                  |
| 52                   | Greta Marturano (ITA)         | 21e                  |
| 53                   | Pauliena Rooijakkers (NED)    | 19e                  |
| 54                   | Petra Stiasny (SUI)           | 53e                  |
| 55                   | Inge van der Heijden (NED)    | 52e                  |
| 56                   | Sophie Wright (GBR)           | 82e                  |

| Liv AlUla Jayco LAJ | Liv AlUla Jayco LAJ       | Liv AlUla Jayco LAJ |
| ------------------- | ------------------------- | ------------------- |
| Num                 | Coureuse                  | Pos                 |
| 61                  | Mavi García (ESP) (route) | 4e                  |
| 62                  | Caroline Andersson (SWE)  | 16e                 |
| 63                  | Ella Wyllie (NZL)         | 10e                 |
| 65                  | Amber Pate (AUS)          | 43e                 |
| 66                  | Urška Žigart (SLO)        | 28e                 |

| Movistar Team MOV | Movistar Team MOV            | Movistar Team MOV |
| ----------------- | ---------------------------- | ----------------- |
| Num               | Coureuse                     | Pos               |
| 71                | Olivia Baril (CAN)           | 6e                |
| 72                | Lucia Ruiz Pérez (ESP)       | 77e               |
| 73                | Mareille Meijering (NED)     | 30e               |
| 74                | Sheyla Gutiérrez (ESP)       | AB-3              |
| 75                | Arlenis Sierra (CUB) (route) | 8e                |
| 76                | Claire Steels (GBR)          | 29e               |

| Cofidis COF | Cofidis COF          | Cofidis COF |
| ----------- | -------------------- | ----------- |
| Num         | Coureuse             | Pos         |
| 81          | Hannah Ludwig (GER)  | 51e         |
| 82          | Flavie Boulais (FRA) | 60e         |
| 83          | Sarah Roy (AUS)      | 54e         |
| 84          | Špela Kern (SLO)     | AB-3        |
| 85          | Julie Bego (FRA)     | 25e         |
| 86          | Nikola Nosková (CZE) | 36e         |

| St Michel-Mavic-Auber 93 AUB | St Michel-Mavic-Auber 93 AUB | St Michel-Mavic-Auber 93 AUB |
| ---------------------------- | ---------------------------- | ---------------------------- |
| Num                          | Coureuse                     | Pos                          |
| 91                           | Marion Bunel (FRA)           | 24e                          |
| 92                           | Camille Fahy (FRA)           | 65e                          |
| 93                           | Victorie Guilman (FRA)       | 39e                          |
| 94                           | Dilyxine Miermont (FRA)      | 35e                          |
| 95                           | Célia Le Mouël (FRA)         | 81e                          |
| 96                           | Alison Avoine (FRA)          | 88e                          |

| Lotto Dstny Ladies LDL | Lotto Dstny Ladies LDL     | Lotto Dstny Ladies LDL |
| ---------------------- | -------------------------- | ---------------------- |
| Num                    | Coureuse                   | Pos                    |
| 103                    | Thalita de Jong (NED)      | 7e                     |
| 104                    | Esmée Gielkens (BEL)       | 73e                    |
| 105                    | Quinty van de Guchte (NED) | 72e                    |
| 106                    | Sterre Vervloet (BEL)      | 87e                    |

| Roland CGS | Roland CGS                   | Roland CGS |
| ---------- | ---------------------------- | ---------- |
| Num        | Coureuse                     | Pos        |
| 111        | Elena Pirrone (ITA)          | 41e        |
| 112        | Anna Kiesenhofer (AUT)       | 31e        |
| 113        | Tamara Dronova (RUS) (route) | AB-3       |
| 115        | Nathalie Eklund (SWE)        | 84e        |
| 116        | Sylvie Swinkels (NED)        | 86e        |

| Team Coop-Repsol HPU | Team Coop-Repsol HPU          | Team Coop-Repsol HPU |
| -------------------- | ----------------------------- | -------------------- |
| Num                  | Coureuse                      | Pos                  |
| 121                  | Stine Dale (NOR)              | 64e                  |
| 122                  | India Grangier (FRA)          | 75e                  |
| 123                  | Sigrid Ytterhus Haugset (NOR) | 45e                  |
| 124                  | Tiril Jørgensen (NOR)         | AB-3                 |
| 125                  | Magdalene Lind (NOR)          | 56e                  |
| 126                  | Stina Kagevi (SWE)            | AB-2                 |

| Laboral Kutxa-Fundación Euskadi LKF | Laboral Kutxa-Fundación Euskadi LKF | Laboral Kutxa-Fundación Euskadi LKF |
| ----------------------------------- | ----------------------------------- | ----------------------------------- |
| Num                                 | Coureuse                            | Pos                                 |
| 131                                 | Ane Santesteban (ESP)               | 15e                                 |
| 132                                 | Jessenia Meneses (COL)              | 55e                                 |
| 133                                 | Usoa Ostolaza (ESP)                 | 34e                                 |
| 134                                 | Nadia Quagliotto (ITA)              | 62e                                 |
| 135                                 | Yurani Blanco (ESP)                 | 32e                                 |
| 136                                 | Eri Yonamine (JPN) (route)          | 70e                                 |

| Bepink-Bongioanni BPK | Bepink-Bongioanni BPK   | Bepink-Bongioanni BPK |
| --------------------- | ----------------------- | --------------------- |
| Num                   | Coureuse                | Pos                   |
| 141                   | Beatrice Pozzobon (ITA) | AB-3                  |
| 142                   | Angela Oro (ITA)        | 71e                   |
| 143                   | Andrea Casagranda (ITA) | 78e                   |
| 144                   | Elisa Valtulini (ITA)   | 33e                   |
| 145                   | Prisca Savi (ITA)       | 80e                   |
| 146                   | Carmela Cipriani (ITA)  | 83e                   |

| Eneicat-CMTeam EIC | Eneicat-CMTeam EIC           | Eneicat-CMTeam EIC |
| ------------------ | ---------------------------- | ------------------ |
| Num                | Coureuse                     | Pos                |
| 151                | Isabel Martin (ESP)          | AB-3               |
| 152                | Irene Mendez Melgarejo (ESP) | AB-2               |
| 153                | Ariana Gilabert (ESP)        | 49e                |
| 154                | Daniela Campos (POR)         | 85e                |
| 155                | Andrea Alzate (COL)          | AB-3               |
| 156                | Carolina Vargas (COL)        | AB-3               |

| Arkéa-B&B Hotels Women ARK | Arkéa-B&B Hotels Women ARK  | Arkéa-B&B Hotels Women ARK |
| -------------------------- | --------------------------- | -------------------------- |
| Num                        | Coureuse                    | Pos                        |
| 161                        | Lotte Claes (BEL)           | 26e                        |
| 162                        | Maaike Coljé (NED)          | 79e                        |
| 163                        | Danielle De Francesco (AUS) | 68e                        |
| 164                        | Emilia Fahlin (SWE) (route) | AB-3                       |
| 165                        | Valentina Cavallar (AUT)    | 47e                        |
| 166                        | Anaïs Morichon (FRA)        | 90e                        |

| Isolmant-Premac-Vittoria SBT | Isolmant-Premac-Vittoria SBT | Isolmant-Premac-Vittoria SBT |
| ---------------------------- | ---------------------------- | ---------------------------- |
| Num                          | Coureuse                     | Pos                          |
| 171                          | Valeria Curnis (ITA)         | AB-3                         |
| 172                          | Sara Mazzorana (ITA)         | AB-3                         |
| 173                          | Asia Zontone (ITA)           | AB-3                         |
| 174                          | Beatrice Rossato (ITA)       | 50e                          |
| 175                          | Marta Zanga (ITA)            | AB-3                         |
| 176                          | Sonia Rossetti (ITA)         | AB-3                         |

| Winspace WIN | Winspace WIN             | Winspace WIN |
| ------------ | ------------------------ | ------------ |
| Num          | Coureuse                 | Pos          |
| 181          | Noémie Abgrall (FRA)     | 69e          |
| 182          | Karolina Perekitko (POL) | 27e          |
| 183          | Marine Allione (FRA)     | AB-3         |
| 184          | Florence Normand (CAN)   | 74e          |
| 185          | Julia Aubry (FRA)        | 89e          |

| Ceratizit-WNT Pro Cycling WNT | Ceratizit-WNT Pro Cycling WNT | Ceratizit-WNT Pro Cycling WNT |
| ----------------------------- | ----------------------------- | ----------------------------- |
| Num                           | Coureuse                      | Pos                           |
| 191                           | Laura Asencio (FRA)           | 12e                           |
| 192                           | Alice Maria Arzuffi (ITA)     | 37e                           |
| 193                           | Nina Berton (LUX)             | 67e                           |
| 194                           | Arianna Fidanza (ITA)         | 44e                           |
| 195                           | Cédrine Kerbaol (FRA)         | 14e                           |

| SD Worx-Protime SDW | SD Worx-Protime SDW            | SD Worx-Protime SDW |
| ------------------- | ------------------------------ | ------------------- |
| Num                 | Coureuse                       | Pos                 |
| 1                   | Marlen Reusser (SUI) (route)   | 9e                  |
| 2                   | Demi Vollering (NED) (route)   | 1re                 |
| 3                   | Blanka Vas (HUN) (route)       | 42e                 |
| 4                   | Niamh Fisher-Black (NZL)       | 20e                 |
| 5                   | Marie Schreiber (LUX)          | 66e                 |
| 6                   | Mischa Bredewold (NED) (route) | 2e                  |

| Lidl-Trek LTK | Lidl-Trek LTK            | Lidl-Trek LTK |
| ------------- | ------------------------ | ------------- |
| Num           | Coureuse                 | Pos           |
| 11            | Lauretta Hanson (AUS)    | AB            |
| 12            | Brodie Chapman (AUS)     | 40e           |
| 13            | Isabella Holmgren (CAN)  | 23e           |
| 14            | Fleur Moors (BEL)        | AB-3          |
| 15            | Amanda Spratt (AUS)      | 22e           |
| 16            | Shirin van Anrooij (NED) | 13e           |

| Canyon-SRAM Racing CSR | Canyon-SRAM Racing CSR         | Canyon-SRAM Racing CSR |
| ---------------------- | ------------------------------ | ---------------------- |
| Num                    | Coureuse                       | Pos                    |
| 21                     | Élise Chabbey (SUI)            | 5e                     |
| 22                     | Ricarda Bauernfeind (GER)      | 17e                    |
| 23                     | Agnieszka Skalniak-Sójka (POL) | 63e                    |
| 24                     | Justyna Czapla (GER)           | 61e                    |

| Team dsm-firmenich PostNL DFP | Team dsm-firmenich PostNL DFP | Team dsm-firmenich PostNL DFP |
| ----------------------------- | ----------------------------- | ----------------------------- |
| Num                           | Coureuse                      | Pos                           |
| 31                            | Francesca Barale (ITA)        | 46e                           |
| 32                            | Eleonora Ciabocco (ITA)       | 48e                           |
| 33                            | Juliette Labous (FRA)         | 3e                            |
| 34                            | Josie Nelson (GBR)            | 57e                           |
| 35                            | Églantine Rayer (FRA)         | AB                            |
| 36                            | Maeve Plouffe (AUS)           | AB-3                          |

| FDJ-Suez FST | FDJ-Suez FST        | FDJ-Suez FST |
| ------------ | ------------------- | ------------ |
| Num          | Coureuse            | Pos          |
| 41           | Évita Muzic (FRA)   | 11e          |
| 43           | Léa Curinier (FRA)  | 18e          |
| 44           | Eugénie Duval (FRA) | 76e          |
| 45           | Marie Le Net (FRA)  | 58e          |
| 46           | Jade Wiel (FRA)     | 59e          |

| Fenix-Deceuninck FED | Fenix-Deceuninck FED          | Fenix-Deceuninck FED |
| -------------------- | ----------------------------- | -------------------- |
| Num                  | Coureuse                      | Pos                  |
| 51                   | Carina Schrempf (AUT) (route) | 38e                  |
| 52                   | Greta Marturano (ITA)         | 21e                  |
| 53                   | Pauliena Rooijakkers (NED)    | 19e                  |
| 54                   | Petra Stiasny (SUI)           | 53e                  |
| 55                   | Inge van der Heijden (NED)    | 52e                  |
| 56                   | Sophie Wright (GBR)           | 82e                  |

| Liv AlUla Jayco LAJ | Liv AlUla Jayco LAJ       | Liv AlUla Jayco LAJ |
| ------------------- | ------------------------- | ------------------- |
| Num                 | Coureuse                  | Pos                 |
| 61                  | Mavi García (ESP) (route) | 4e                  |
| 62                  | Caroline Andersson (SWE)  | 16e                 |
| 63                  | Ella Wyllie (NZL)         | 10e                 |
| 65                  | Amber Pate (AUS)          | 43e                 |
| 66                  | Urška Žigart (SLO)        | 28e                 |

| Movistar Team MOV | Movistar Team MOV            | Movistar Team MOV |
| ----------------- | ---------------------------- | ----------------- |
| Num               | Coureuse                     | Pos               |
| 71                | Olivia Baril (CAN)           | 6e                |
| 72                | Lucia Ruiz Pérez (ESP)       | 77e               |
| 73                | Mareille Meijering (NED)     | 30e               |
| 74                | Sheyla Gutiérrez (ESP)       | AB-3              |
| 75                | Arlenis Sierra (CUB) (route) | 8e                |
| 76                | Claire Steels (GBR)          | 29e               |

| Cofidis COF | Cofidis COF          | Cofidis COF |
| ----------- | -------------------- | ----------- |
| Num         | Coureuse             | Pos         |
| 81          | Hannah Ludwig (GER)  | 51e         |
| 82          | Flavie Boulais (FRA) | 60e         |
| 83          | Sarah Roy (AUS)      | 54e         |
| 84          | Špela Kern (SLO)     | AB-3        |
| 85          | Julie Bego (FRA)     | 25e         |
| 86          | Nikola Nosková (CZE) | 36e         |

| St Michel-Mavic-Auber 93 AUB | St Michel-Mavic-Auber 93 AUB | St Michel-Mavic-Auber 93 AUB |
| ---------------------------- | ---------------------------- | ---------------------------- |
| Num                          | Coureuse                     | Pos                          |
| 91                           | Marion Bunel (FRA)           | 24e                          |
| 92                           | Camille Fahy (FRA)           | 65e                          |
| 93                           | Victorie Guilman (FRA)       | 39e                          |
| 94                           | Dilyxine Miermont (FRA)      | 35e                          |
| 95                           | Célia Le Mouël (FRA)         | 81e                          |
| 96                           | Alison Avoine (FRA)          | 88e                          |

| Lotto Dstny Ladies LDL | Lotto Dstny Ladies LDL     | Lotto Dstny Ladies LDL |
| ---------------------- | -------------------------- | ---------------------- |
| Num                    | Coureuse                   | Pos                    |
| 103                    | Thalita de Jong (NED)      | 7e                     |
| 104                    | Esmée Gielkens (BEL)       | 73e                    |
| 105                    | Quinty van de Guchte (NED) | 72e                    |
| 106                    | Sterre Vervloet (BEL)      | 87e                    |

| Roland CGS | Roland CGS                   | Roland CGS |
| ---------- | ---------------------------- | ---------- |
| Num        | Coureuse                     | Pos        |
| 111        | Elena Pirrone (ITA)          | 41e        |
| 112        | Anna Kiesenhofer (AUT)       | 31e        |
| 113        | Tamara Dronova (RUS) (route) | AB-3       |
| 115        | Nathalie Eklund (SWE)        | 84e        |
| 116        | Sylvie Swinkels (NED)        | 86e        |

| Team Coop-Repsol HPU | Team Coop-Repsol HPU          | Team Coop-Repsol HPU |
| -------------------- | ----------------------------- | -------------------- |
| Num                  | Coureuse                      | Pos                  |
| 121                  | Stine Dale (NOR)              | 64e                  |
| 122                  | India Grangier (FRA)          | 75e                  |
| 123                  | Sigrid Ytterhus Haugset (NOR) | 45e                  |
| 124                  | Tiril Jørgensen (NOR)         | AB-3                 |
| 125                  | Magdalene Lind (NOR)          | 56e                  |
| 126                  | Stina Kagevi (SWE)            | AB-2                 |

| Laboral Kutxa-Fundación Euskadi LKF | Laboral Kutxa-Fundación Euskadi LKF | Laboral Kutxa-Fundación Euskadi LKF |
| ----------------------------------- | ----------------------------------- | ----------------------------------- |
| Num                                 | Coureuse                            | Pos                                 |
| 131                                 | Ane Santesteban (ESP)               | 15e                                 |
| 132                                 | Jessenia Meneses (COL)              | 55e                                 |
| 133                                 | Usoa Ostolaza (ESP)                 | 34e                                 |
| 134                                 | Nadia Quagliotto (ITA)              | 62e                                 |
| 135                                 | Yurani Blanco (ESP)                 | 32e                                 |
| 136                                 | Eri Yonamine (JPN) (route)          | 70e                                 |

| Bepink-Bongioanni BPK | Bepink-Bongioanni BPK   | Bepink-Bongioanni BPK |
| --------------------- | ----------------------- | --------------------- |
| Num                   | Coureuse                | Pos                   |
| 141                   | Beatrice Pozzobon (ITA) | AB-3                  |
| 142                   | Angela Oro (ITA)        | 71e                   |
| 143                   | Andrea Casagranda (ITA) | 78e                   |
| 144                   | Elisa Valtulini (ITA)   | 33e                   |
| 145                   | Prisca Savi (ITA)       | 80e                   |
| 146                   | Carmela Cipriani (ITA)  | 83e                   |

| Eneicat-CMTeam EIC | Eneicat-CMTeam EIC           | Eneicat-CMTeam EIC |
| ------------------ | ---------------------------- | ------------------ |
| Num                | Coureuse                     | Pos                |
| 151                | Isabel Martin (ESP)          | AB-3               |
| 152                | Irene Mendez Melgarejo (ESP) | AB-2               |
| 153                | Ariana Gilabert (ESP)        | 49e                |
| 154                | Daniela Campos (POR)         | 85e                |
| 155                | Andrea Alzate (COL)          | AB-3               |
| 156                | Carolina Vargas (COL)        | AB-3               |

| Arkéa-B&B Hotels Women ARK | Arkéa-B&B Hotels Women ARK  | Arkéa-B&B Hotels Women ARK |
| -------------------------- | --------------------------- | -------------------------- |
| Num                        | Coureuse                    | Pos                        |
| 161                        | Lotte Claes (BEL)           | 26e                        |
| 162                        | Maaike Coljé (NED)          | 79e                        |
| 163                        | Danielle De Francesco (AUS) | 68e                        |
| 164                        | Emilia Fahlin (SWE) (route) | AB-3                       |
| 165                        | Valentina Cavallar (AUT)    | 47e                        |
| 166                        | Anaïs Morichon (FRA)        | 90e                        |

| Isolmant-Premac-Vittoria SBT | Isolmant-Premac-Vittoria SBT | Isolmant-Premac-Vittoria SBT |
| ---------------------------- | ---------------------------- | ---------------------------- |
| Num                          | Coureuse                     | Pos                          |
| 171                          | Valeria Curnis (ITA)         | AB-3                         |
| 172                          | Sara Mazzorana (ITA)         | AB-3                         |
| 173                          | Asia Zontone (ITA)           | AB-3                         |
| 174                          | Beatrice Rossato (ITA)       | 50e                          |
| 175                          | Marta Zanga (ITA)            | AB-3                         |
| 176                          | Sonia Rossetti (ITA)         | AB-3                         |

| Winspace WIN | Winspace WIN             | Winspace WIN |
| ------------ | ------------------------ | ------------ |
| Num          | Coureuse                 | Pos          |
| 181          | Noémie Abgrall (FRA)     | 69e          |
| 182          | Karolina Perekitko (POL) | 27e          |
| 183          | Marine Allione (FRA)     | AB-3         |
| 184          | Florence Normand (CAN)   | 74e          |
| 185          | Julia Aubry (FRA)        | 89e          |

| Ceratizit-WNT Pro Cycling WNT | Ceratizit-WNT Pro Cycling WNT | Ceratizit-WNT Pro Cycling WNT |
| ----------------------------- | ----------------------------- | ----------------------------- |
| Num                           | Coureuse                      | Pos                           |
| 191                           | Laura Asencio (FRA)           | 12e                           |
| 192                           | Alice Maria Arzuffi (ITA)     | 37e                           |
| 193                           | Nina Berton (LUX)             | 67e                           |
| 194                           | Arianna Fidanza (ITA)         | 44e                           |
| 195                           | Cédrine Kerbaol (FRA)         | 14e                           |